# Hebo, Oregon
Hebo är en ort i Tillamook County i delstaten Oregon, USA.